# İdil Biret
İdil Biret (Angora, Turquía, 21 de noviembre de 1941) es una pianista de origen turco, reconocida por sus interpretaciones de piezas del repertorio romántico.

## Biografía
İdil Biret nació en Ankara en 1941. Comenzó sus lecciones a los cinco años con Mithat Fenmen, que había estudiado con Nadia Boulanger y Alfred Cortot. Cuando tenía siete años el Parlamento turco promulgó una ley especial que le permitía estudiar en el exterior. Inició entonces sus estudios en el Conservatorio de París bajo la tutela de Nadia Boulanger. Madeleine de Valmarète le dio a conocer a compositores como Brahms, de quien más tarde grabaría su obra completa. Se graduó con tres premios a los 15 años. Continuó su formación con Alfred Cortot y Wilhelm Kempff.

### Trayectoria musical
Desde los dieciséis años ha interpretado como solista en las orquestas más distinguidas del mundo, incluyendo la Sinfónica de Londres, la Filarmónica de Londres, la Sinfónica de Boston, la Filarmónica de San Petersburgo, la Orquesta de la Gewandhaus de Leipzig, la Orquesta Estatal Sajona de Dresde, la Orquesta de la Suisse Romande, la Filarmónica de Tokio, la Filarmónica de Varsovia, la Orquesta Nacional de Francia y la Sinfónica de Sídney. Ha colaborado con eminentes directores como Hermann Scherchen, Pierre Monteux, Erich Leinsdorf, Rudolf Kempe, Gennady Rozhdestvensky, Aaron Copland, Rafael Frühbeck de Burgos, Charles Mackerras, Jean Fournet, Moshe Atzmon, Antoni Wit y Hiroyuki Iwaki. Biret también ha dado conciertos en los festivales de Berlín, Montreal, Estambul, Dubrovnik, Montpellier, Nohant-Vic, Persépolis, Royan y Atenas.
Idil Biret ha tocado en ciclos toda la obra para piano de Beethoven y Brahms. En la década de 1980 actuó en dos series de conciertos de las 32 sonatas de Beethoven, así como las transcripciones para piano hechas por Liszt de las nueve sinfonías, estas últimas fueron emitidas en vivo por la Radio Francia. En la década de 1990 interpretó los cinco conciertos para piano, la Fantasía coral y el triple concierto de Beethoven en cinco ocasiones. En 1997 abordó las obras completas para piano solista de Brahms en una serie de cinco recitales en Alemania coincidiendo con el aniversario centenario del músico.
Asimismo, ha sido miembro del jurado de numerosas competiciones de piano: Van Cliburn de Estados Unidos, Queen Elisabeth de Bélgica, Montreal de Canadá, Liszt de Weimar y Busoni de Italia.

### Grabaciones
Biret ha grabado con discográficas como EMI, Decca, Atlantic, Finnadar, Naxos. Entre estas grabaciones están la primera grabación de las transcripciones hechas por Liszt de las nueve sinfonías de Beethoven en 1986, la obra solista completa y los conciertos de Chopin en 1992, de Brahms en 1997, Rajmáninov en 2000. También transcripciones de música de ballet como El pájaro de fuego de Stravinski en 2003. Su amplio repertorio abarca gran parte de la literatura clásica y romántica para piano. Probablemente es más conocida por sus grabaciones de Chopin. En 2004 las ventas de sus discos con Naxos en todo el mundo alcanzó los dos millones de copias, por lo que Naxos le otorgó un disco de platino.
Sus grabaciones clásicas del siglo XX incluyen las sonatas para piano de Pierre Boulez, así como las obras para piano y las ediciones de Wilhelm Kempff. Asimismo, grabó los estudios (vol. 1 y 2) de György Ligeti lanzados en el 2003. En la década de 1970 grabó obras de Boucourechliev, Anton Webern, Alban Berg, İlhan Mimaroğlu, Leo Brouwer, Niccolò Castiglioni, Aleksandr Skriabin, Serguéi Prokófiev y Nikolái Miaskovski para la discográfica Finnadar/Atlantic en Nueva York.
Grabó las sonatas completas de Beethoven y la Fantasía coral para su propia discográfica IBA; su trabajo ha sido publicado como una colección junto con las nueve sinfonías de Beethoven transcriptas para piano por Liszt. Biret grabó la mayoría de las sonatas cerca de Bruselas, entre 2001 y 2005, si bien tres fueron grabadas en 1994.

## Premios y reconocimientos
Desde 1970 Biret ha sido reconocida como "Artista Nacional" (Devlet Sanatçısı), un título honorario otorgado a los artistas por el gobierno de Turquía por su contribución a la cultura turca.
En 1995 sus grabaciones de Chopin fueron galardonadas con el "Grand Prix du Disque Frédéric Chopin" en Polonia. Ese mismo año ganó el premio francés "Diapasón de Oro" (Diapason d'Or) por las grabaciones de las sonatas de Boulez, seleccionadas como las mejores del año según el periódico francés Le Monde.
Además Biret ha recibido otros galardones como: el premio "Lily Boulanger Memorial" en Boston, la "Medalla de Oro Harriet Cohen/Dinu Lipatti" en Londres, el premio polaco por Méritos Artísticos, el reconocimiento como "Caballero de la Orden Nacional del Mérito" de Francia, el premio "Adelaide Ristori" en Italia. En 2007 fue condecorada con la "Cruz de Caballero de los Servicios Distinguidos" otorgada por el presidente polaco Lech Kaczynski por sus contribuciones a la cultura polaca con sus grabaciones e interpretaciones de la música de Chopin.

### Discografía selecta
- The Art of Idil Biret: Bach - Brahms - Chopin - Debussy - Kempff Liszt / Berlioz - Rachmaninov - Schumann - Tchaikovsky 1997.
- Piano Music for Children: Debussy, Tchaikovsky, Schumann.
- Faure: Nocturno n.º 13 en si bemol op. 119 de "Rarities of Piano Music at «Schloß vor Husum»" 1989.
- Kempff: Suite italiana op. 68; Sonata para piano op. 47, Transcripciones de Bach, Gluck, Händel & Mozart.
- Bach: Concierto para piano n.º 1 BWV 1052 & W. A. Mozart: Concierto para violín n.º 5 K.219.
- Beethoven: Conciertos para piano n.º 1 op. 15 & n.º 4 op. 56.
- Beethoven: Conciertos para piano n.º 2 op. 19 & n.º 3 op. 37.
- Beethoven: Concierto para piano n.º 5 op. 73 "Emperador".
- Beethoven: Sonatas para piano completas
- Beethoven / Liszt: Sinfonías completas, versión para piano de Franz Liszt, 1986
- Berg: Sonata para piano op. 1; con música de cámara de Schoenberg & Webern 1975
- Berlioz: Symphonie fantastique op. 114, versión para piano de Franz Liszt, 1979.
- Brahms: 51 Exercises WoO 6.
- Brahms: Concierto para piano n.º 1 op. 15; R. Schumann: Introduction y allegro de concierto op. 134.
- Brahms: Concierto para piano n.º 2 op. 83, R. Schumann: Introduction y allegro appassionato op. 92.
- Brahms: Sonata para piano n.º 1 op. 1, Sonata para piano n.º 2 op. 2.
- Brahms: Sonata para piano n.º 3 op. 5 / 4 Baladas op. 10.
- Brahms: Piezas para piano op. 76 / Dos rapsodias op. 79, Fantasías op. 116.
- Brahms: The Complete Works for Piano Solo and both Piano Concertos 2001.
- Brahms: Tema y variaciones / Sarabandes / Gavottes, Gigues / Canons / Rakoczy March.
- Brahms: Tres intermezzi op. 117 / Piezas para piano op. 118 & 119 Scherzo op. 4.
- Brahms: Variaciones sobre un tema de Robert Schumann op. 9 / Handel op. 24 / Paganini op. 3.
- Brahms: Variaciones sobre un tema de Haendel op. 24; Variaciones sobre un tema de Paganini op. 35.
- Brahms: Valses op. 39 / Danzas húngaras n.º 1-10, Naxos,# Brahms, Variaciones op. 21.
- Brahms: Valses op. 39 (2. versión).
- Boulez: Sonatas para piano n.º 1 - 3.
- Boulez: Sonata para piano n.º 2; Anton Webern: Variations op. 27.
- Chopin: Complete Piano Music, Vol. 1-15.
- Chopin: Selected Piano Works. Estudios op. 10 n.º 3-6, 8, 12; Estudios op. 25 n.º 1, 5, 7; Valses op. 18, op. 34/1-3, op. 42, op. 64/1-3, op. 69/1-2
- Liszt: Seis estudios trascendentales after Paganini, Sonata en si menor.
- Mahler: Cuarteto para piano; Franck: Quinteto para piano, 1982.
- Prokofiev: Sonata para piano n.º 2; Chopin: Dos mazurcas; Skriabin: Sonata para piano n.º 10, 1977.
- Prokofiev: Sonata para piano n.º 7; Bela Bartok: Seis danzas rumanas; Suite op. 14; Seis danzas búlgaras; Allegro Barbaro.
- Rachmaninov: Complete Works for Piano Solo, the four Piano Concertos, Paganini-Rhapsody.
- Rachmaninov: Études-Tableaux op. 33 & op. 39.
- Rachmaninov: Morceaux de salon op. 10; Tres nocturnos; Cuatro piezas.
- Rachmaninov: Sonata para piano n.º 1 op. 28 & n.º 2 op. 36.
- Rachmaninov: Preludios op. 23; Cinq morceaux de fantaisie op. 3.
- Rachmaninov: Preludio en do sostenido menor; Miaskovsky: Sonatas para piano n.º 2 & n.º 3; Scriabin: 5 Preludios op. 74, 1980
- Rachmaninov: Transcripciones y arreglos (Bach, Behr, Bizet, Kreisler, Liszt, Mendelssohn, Mussorgsky, Rimsky-Korsakoff, Schubert)
- Rachmaninov: Variaciones sobre un tema de Chopin op. 22 y otras obras para piano.
- Rachmaninov: Variaciones sobre un tema de Corelli op. 42, Moments musicaux op. 16.
- Ravel: Gaspard de la nuit; Miroirs; La Valse.
- Ravel: Serenade grotesque, Gaspard de la nuit; Stravinsky: The Five Fingers, A Waltz for Children, Tres escenas de Petrouchka, 1976
- Saint-Saens: Concierto para piano n.º 2 op. 22 & n.º 4 op. 44
- Saint-Saens: Concierto para piano n.º 5 op. 103; Ravel: Conciertos para piano en sol mayor & en re mayor para la mano izquierda.
- Schubert: 13 canciones, versión para piano de Franz Liszt.
- Schumann: Fantasiestücke op. 12 & Brahms: Tres intermezzi op. 117
- Wagner: Siete piezas de ópera, versión para piano de Franz Liszt.
- İlhan Mimaroğlu (* 1926), Sessions, Castiglioni - Cangianti, Bouccourechliev - Archipel IV, Brouwer - Sonata «Pian e Forte», 1978